# Brunn (zámek, Bad Fischau-Brunn)

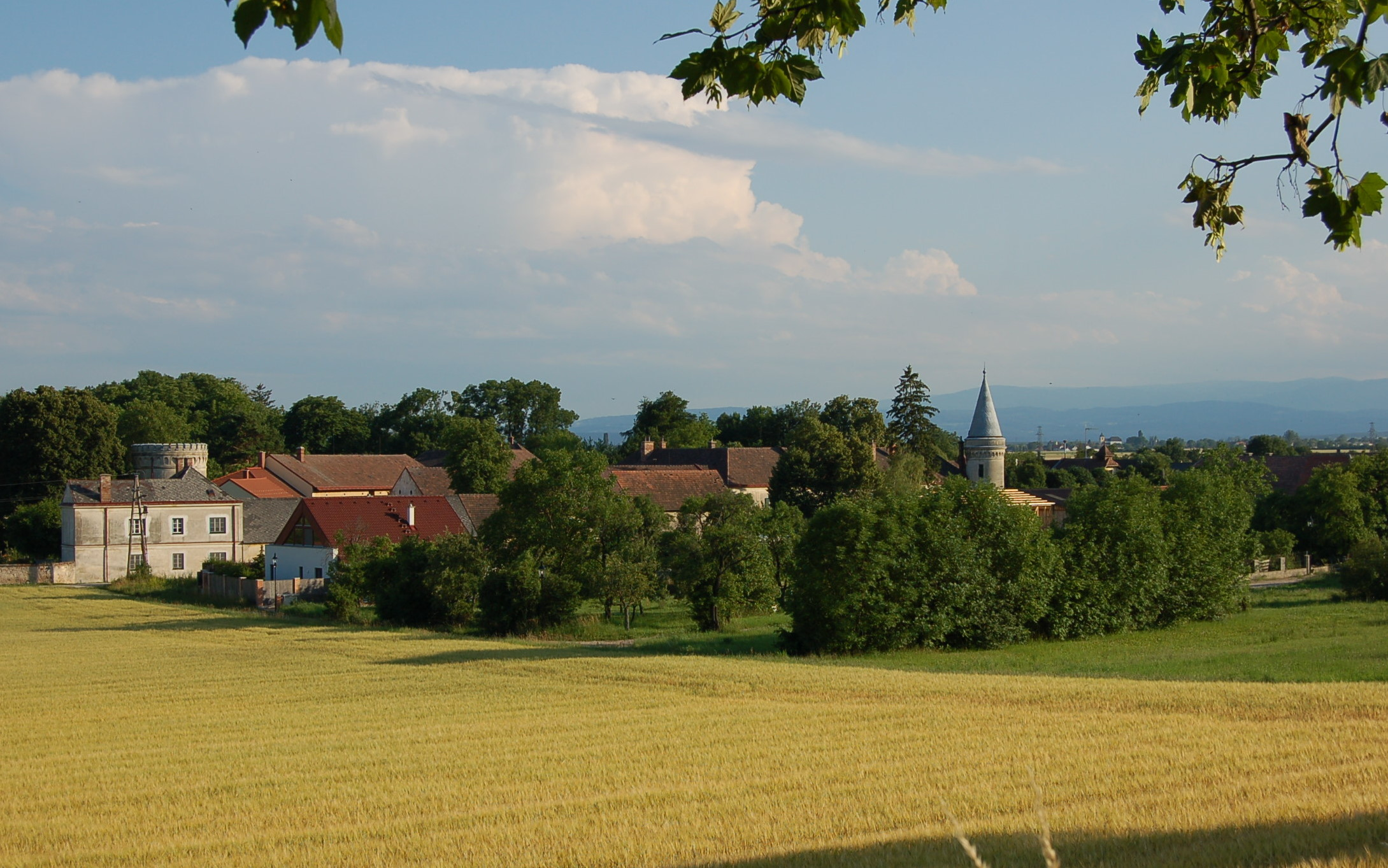
Brunn

Zámek Brunn stojí v katastrálním území Brunn an der Schneebergbahn, v části městyse Bad Fischau-Brunn v okrese Vídeňské Nové Město, v rakouské spolkové zemi Dolní Rakousy.

## Historie
Zámek je trojkřídlá dvoupatrová budova s výraznou kruhovou věží, jež je pozůstatkem dřívějšího vodního hradu ze 14. století.

V letech 1180–1500 byl hrad lénem štýrského vévodství, posléze byl v držení rodu Teuffenbachů.
V 16. a 17. století patřil majetek rodině Rappachů, v 18. století vlastnili panství hrabata z Palmů a svobodní páni z Eisensteinu.
Po požáru, který zámek zcela zničil, jej nechal kníže Paul I. Esterházy v letech 1708–1711 nově postavit. Na místě vodního příkopu založil zahradu a nechal vysadit i kaštanovou (jírovcovou) alej. Vnitřní vybavení zámku shořelo v roce 1945.